# 王ケ崎町
王ヶ崎町（おがさきちょう）は、愛知県豊橋市の地名。

## 地理
豊橋市南西部に位置する。東から南は中野町、西は神野新田町、南西は駒形町に接する。

### 字一覧
- 上原（うえはら）[WEB 5]
- 王郷（おうごう）[WEB 5]
- 北欠（きたがけ）[WEB 5]
- 北欠下（きたがけした）[WEB 5]
- 甲垂（こうたれ）[WEB 5]
- 汐崎（しおさき）[WEB 5]
- 築山（つきやま）[WEB 5]
- 八幡東（はちまんひがし）[WEB 5]
- 八幡前（はちまんまえ）[WEB 5]
- 万福寺東（まんぷくじひがし）[WEB 5]
- 宮脇（みやわき）[WEB 5]
- 四ッ塚（よつづか）[WEB 5]

## 歴史

### 町名の由来
磯辺王塚とも称される「王塚」という古墳に由来する。

### 人口の変遷
国勢調査による人口および世帯数の推移。
| 1995年（平成7年）  | 668世帯 2316人 |  |
| 2000年（平成12年） | 664世帯 2210人 |  |
| 2005年（平成17年） | 711世帯 2190人 |  |
| 2010年（平成22年） | 703世帯 1981人 |  |
| 2015年（平成27年） | 712世帯 1934人 |  |

### 沿革
- 1932年（昭和7年） - 高師村磯辺の一部により、豊橋市王ヶ崎町が成立する[2]。

## 交通
- 愛知県道平井牟呂大岩線[1]
- 愛知県道大山豊橋停車場線[1]

## 施設
- 県営王ヶ崎住宅[1]
- 合同宿舎王ヶ崎住宅[1]
- 臨済宗妙心寺派阿弥陀寺[1]
- 素戔嗚社[1]

### WEB
1. ↑  “愛知県豊橋市の町丁・字一覧”.   人口統計ラボ. 2023年4月13日閲覧。
2. ↑  総務省統計局 (2017年1月27日). “平成27年国勢調査の調査結果(e-Stat) - 男女別人口及び世帯数 －町丁・字等” (CSV). 2021年7月21日閲覧。
3. ↑  “愛知県豊橋市の郵便番号一覧”.   日本郵便. 2023年4月13日閲覧。
4. ↑  “市外局番の一覧” (PDF).   総務省 (2022年3月1日). 2022年3月22日閲覧。
5. 1 2 3 4 5 6 7 8 9 10 11 12  “愛知県豊橋市 住所一覧から地図を検索”.   ONE COMPATH. 2023年8月17日閲覧。
6. ↑  総務省統計局 (2014年3月28日). “平成7年国勢調査の調査結果(e-Stat) - 男女別人口及び世帯数 －町丁・字等” (CSV). 2021年7月20日閲覧。
7. ↑  総務省統計局 (2014年5月30日). “平成12年国勢調査の調査結果(e-Stat) - 男女別人口及び世帯数 －町丁・字等” (CSV). 2021年7月20日閲覧。
8. ↑  総務省統計局 (2014年6月27日). “平成17年国勢調査の調査結果(e-Stat) - 男女別人口及び世帯数 －町丁・字等” (CSV). 2021年7月21日閲覧。
9. ↑  総務省統計局 (2012年1月20日). “平成22年国勢調査の調査結果(e-Stat) - 男女別人口及び世帯数 －町丁・字等” (CSV). 2021年7月21日閲覧。
10. ↑  総務省統計局 (2017年1月27日). “平成27年国勢調査の調査結果(e-Stat) - 男女別人口及び世帯数 －町丁・字等” (CSV). 2021年7月21日閲覧。

### 書籍
1. 1 2 3 4 5 6 7 8  「角川日本地名大辞典」編纂委員会 1989, p. 1786.
2. 1 2  「角川日本地名大辞典」編纂委員会 1989, p. 305.